# Fong Leng

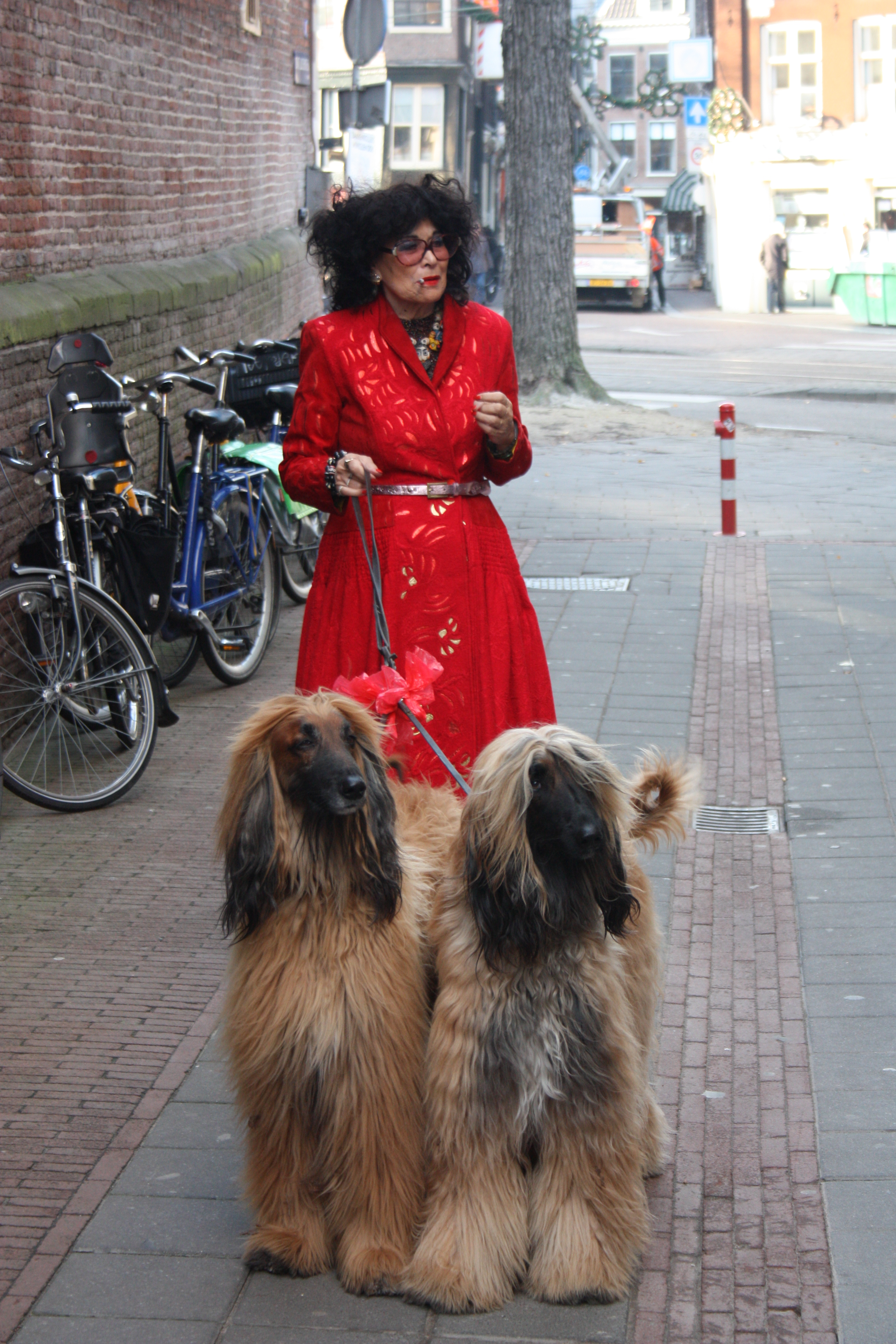
Aankomst van Fong Leng bij de preview van de tentoonstelling Fong Leng. Fashion & Art (2013) in het Amsterdam Museum

Carla Maria Fong Leng Tsang (Rotterdam, 13 augustus 1937) is een Chinees-Nederlandse modeontwerpster, die zich doorgaans Fong Leng noemt. Ze opende in 1969 haar eerste boetiek in de Drugstore op de Nieuwendijk in Amsterdam. In 1971 verhuisde ze naar een grotere winkel in de P.C. Hooftstraat, die ze Studio Fong Leng noemde, waar ze een trekpleister werd voor de jetset. Ze is vooral bekend geworden door haar extravagante jasjurken. Fong Lengs bekendste klant was Mathilde Willink, stijlicoon en Amsterdams societyfiguur, tot vlak voor haar dood in 1977 getrouwd met magischrealistisch schilder Carel Willink.

## Leven en carrière
Fong Leng werd geboren in Rotterdam en had een Chinese vader en Nederlandse moeder. Op de Rotterdamse Academie studeerde ze fotografie. Hierna had ze vijf jaar lang een fotopersbureau samen met haar toenmalige man Herbert Behrens. Ze maakten allerlei foto’s voor verschillende Nederlandse kranten. Het is niet bekend hoe oud ze was toen dit allemaal plaatsvond. Fong Leng heeft het altijd geweldig gevonden om haar leeftijd en wie ze nou eigenlijk precies is een mysterie te laten blijven. In 1968 begon ze te werken als fotograaf en mode- en dessinontwerper voor de jerseyfabrikant Ross International in Hoofddorp. Tijdens dit werk ontdekte ze haar affiniteit met stoffen en kleding.

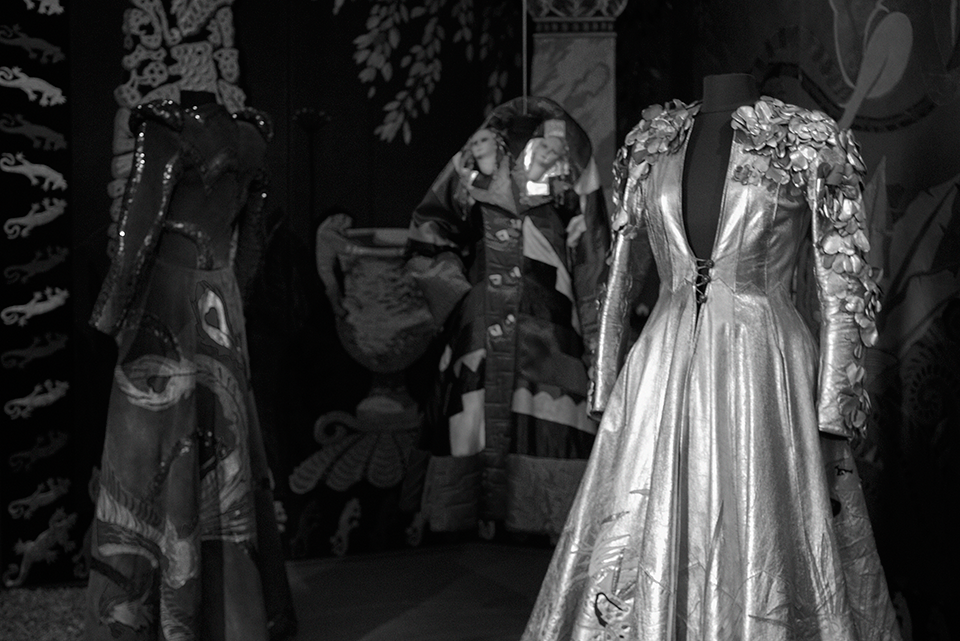
Amsterdam Museum-tentoonstelling: Fong Leng. Fashion & Art, 2013.

### Ontwerpen
Fong Lengs creaties zijn gemaakt van leer, suède, zijde, maraboe-veren en bont en de materiaaltechnieken die zijn gebruikt zijn applicatie, incrustatie, matelassé, smokwerk en plissé. Meestal hebben de ontwerpen een figuratieve afbeelding erop. Fong Leng is vooral bekend geworden door haar jasjurken voor vrouwen. High-society en extravagante vrouwen als Mathilde Willink en Kate Bush droegen de kleding van Fong Leng. De jasjurken kregen namen als Straalmantel, Nijinski, Paradijsvogel en Luipaardmantel (zie afbeelding).

### Studio Fong Leng
Naast zelfgemaakte ontwerpen verkocht Studio Fong Leng ook creaties van verschillende internationale ontwerpers als Zandra Rhodes, Ossie Clark en Alice Pollock. Studio Fong Lengs concept was iets dat nooit eerder was gedaan. In haar winkel schonk ze champagne en deelde hapjes uit. Een keer per jaar organiseerde de studio modeshows met dansende mannequins en harde popmuziek uit de speakers. De eerste twee shows werden gehouden in de winkel zelf. Later zorgde Fong Leng voor andere grotere locaties, zoals de Beurs van Berlage, het Tropenmuseum en het De Mirandabad. Fong Leng was artistiek directeur van Studio Fong Leng. Samen met haar zakenpartner Suzanne Kiss opende ze de studio. Kiss vertrok in 1974, maar kwam enkele malen terug als dat nodig was. Sinds 1974 werd Berry Brun hoofdontwerper van Studio Fong Leng. Hij hield het merk populair, maar gedurende de jaren kwam hij erachter dat Fong Leng te star vasthield aan haar successen van haar eerdere carrière. Brun verliet de Studio in 1984 om les te gaan geven bij de modeafdeling van de Kunstacademie in Arnhem.

### Musea
Het Centraal Museum in Utrecht was in 1975 de eerste kunstinstelling die een ontwerp van Fong Leng in de collectie opnam. Het museum kocht het direct vanuit het atelier – niemand had het eerder gedragen – en betaalde destijds 10.000 gulden voor de Straalmantel. Tegenwoordig hebben meerdere musea werk van (Studio) Fong Leng in hun collecties, zoals het Amsterdam Museum, Museum Rotterdam, en het Kunstmuseum Den Haag. Door de jaren heen zijn er meerdere tentoonstellingen georganiseerd die in het teken stonden van Fong Lengs ontwerpen:
- 1974, Van Gogh Museum, Amsterdam
- 1983, Historisch Kostuum Museum (tegenwoordig onderdeel van de collectie Kunstmuseum), Den Haag
- 1986, Singer Museum, Laren
- 1987, Dutch Textielmuseum, Tilburg
- 1988, Museum Princessehof, Leeuwarden
- 1997, Het Kruithuis, Den Bosch
- 1998, Diva Fong Leng, Frisia Museum, Spanbroek
- 2013, Nieuwe Aanwinsten: Fong-Leng[9]
- 2013-2014, Fong Leng. Fashion & Art[10][11]
- 2017, Fong Leng, A Fusion of Fashion and High Art. Morren Galleries Amsterdam.[12][13]

### Fong Leng na de Studio
In 1984 was Amsterdam een van de kandidaten om de Olympische Spelen van 1992 te organiseren. Het Nederlandse Olympisch Comité vroeg Fong Leng om merchandise te ontwerpen. Fong Leng investeerde in de productie van ongeveer 75 artikelen zoals T-shirts, sneakers en zonnebrillen. De Spelen van 1992 gingen echter naar Barcelona en Fong Lengs ontwerpen werden niet meer gebruikt. Dit leidde in 1987 tot het faillissement van Studio Fong Leng. Tegen die tijd was Fong Leng ook niet meer zo populair als voorheen. Zoals Berry Brun al eerder vond, gingen de ontwerpen niet mee met de mode. Hierom verplaatste Fong Leng vanaf de jaren ’80 haar focus naar interieurontwerp. Fong Leng staat bekend om haar schilderijen in leer. Hiervoor gebruikt ze leertechnieken die ze eerder in haar carrière ook gebruikte.

### Erkenning
In 2019 werd Leng benoemd tot ridder in de Orde van Oranje-Nassau.